# Matija Milosavljević
Matija Milosavljević (serbisch-kyrillisch Матија Милосављевић; * 16. Juli 2001) ist ein serbischer Fußballspieler.

## Karriere
Milosavljević begann seine Karriere beim SV Wernberg. Zur Saison 2012/13 wechselte er zum SV Maria Gail. Im April 2013 wechselte er zum FC Lauterach. Ab der Saison 2016/17 spielte er in der AKA Vorarlberg, in der er bis inklusive der Saison 2018/19 spielte. Ab der Saison 2018/19 kam er zudem für seinen Stammklub Lauterach zum Einsatz, für den er sechsmal in der viertklassigen Vorarlbergliga auflief. Im Januar 2019 wechselte er zum Regionalligisten VfB Hohenems. Für Hohenems kam er zu 13 Einsätzen in der Regionalliga West.
Zur Saison 2019/20 wechselte er zum Ligakonkurrenten Schwarz-Weiß Bregenz. Für Bregenz kam er zu 14 Einsätzen in der neu geschaffenen Eliteliga Vorarlberg, ehe die Saison COVID-bedingt abgebrochen wurde. Zur Saison 2020/21 wechselte er innerhalb der Eliteliga zu den Amateuren des SC Austria Lustenau. Für diese kam er zu sechs Einsätzen. Im Februar 2021 wechselte Milosavljević in den Osten des Landes zu Regionalligist SV Stripfing. Für die Niederösterreicher absolvierte er insgesamt neun Spiele in der Ostliga.
Zur Saison 2022/23 kehrte der Verteidiger nach Vorarlberg zurück und wechselte zu Eliteligist Dornbirner SV. Für die Dornbirner absolvierte er 19 Spiele, ehe er im Februar 2023 nach Hohenems zurückkehrte. Für Hohenems absolvierte er bis Saisonende vier Spiele. Zur Saison 2023/24 schloss er sich dem fünftklassigen FC Blau-Weiß Feldkirch an. Mit Feldkirch schaffte er den Aufstieg in die Eliteliga, in der Vorarlbergliga kam er zu 22 Einsätzen.
Zur Saison 2024/25 wechselte Milosavljević zum Zweitligisten SV Horn. Sein Debüt in der 2. Liga gab er im Oktober 2024, als er am zehnten Spieltag jener Saison gegen den SK Sturm Graz II in der Startelf stand. Für Horn kam er zu zwei Zweitligaeinsätzen, das Team stieg zu Saisonende aus der 2. Liga ab. Daraufhin kehrte er zur Saison 2025/26 zu Regionalligist FC Lauterach zurück.